# Dorota Roqueplo
Dorota Roqueplo est une créatrice de costumes française travaillant en Pologne.

## Filmographie

### Cinéma
- 1989 : L'Espoir aux trousses de Maciej Dejczer
- 1989 : Ostatni prom de Waldemar Krzystek
- 1990 : La guerre des nerfs de John Irvin
- 1991 : Vie pour vie : Maximilien Kolbe (Życie za życie. Maksymilian Kolbe) de Krzysztof Zanussi
- 1992 : Coupable d'innocence ou Quand la raison dort de Marcin Ziebinski
- 1992 : Fausse Sortie de Waldemar Krzystek
- 1992 : Dotknięcie ręki (pl) de Krzysztof Zanussi
- 1995 : Polska śmierć de Waldemar Krzystek
- 1995 : Prowokator de Krzysztof Lang
- 1997 : Dzieci i ryby de Jacek Bromski
- 1997 : Nocne graffiti de Maciej Dutkiewicz
- 1998 : Kochaj i rób co chcesz de Robert Gliński
- 1998 : Przystań de Jan Hryniak
- 1998 : U Pana Boga za piecem de Jacek Bromski
- 1999 : Operacja Samum de Władysław Pasikowski
- 1999 : Na koniec świata de Magdalena Łazarkiewicz
- 1999 : O dwóch takich, co nic nie ukradli de Łukasz Wylężałek
- 2000 : Chłopaki nie płaczą de Olaf Lubaszenko
- 2001 : Poranek kojota de Olaf Lubaszenko
- 2002 : Tam, gdzie żyją Eskimosi de Tomasz Wiszniewski
- 2002 : Pas de deux (court-métrage) de Kinga Lewinska
- 2004 : Pręgi de Magdalena Piekorz
- 2004 : Mój Nikifor de Krzysztof Krauze
- 2006 : Francuski numer de Robert Wichrowski
- 2006 : Kto nigdy nie żył... de Andrzej Seweryn
- 2006 : La Place du Saint-Sauveur de Joanna Kos-Krauze, Krzysztof Krauze
- 2008 : Jeszcze raz de Mariusz Malec
- 2008 : Senność de Magdalena Piekorz
- 2008 : 0_1_0 de Piotr Łazarkiewicz
- 2009 : Idealny facet dla mojej dziewczyny de Tomasz Konecki
- 2009 : Nigdy nie mów nigdy de Wojciech Pacyna
- 2011 : Bruegel, le Moulin et la Croix de Lech Majewski
- 2011 : La Chambre des suicidés de Jan Komasa
- 2011 : Dans les pas de Marie Curie de Krzysztof Rogulski
- 2012 : Felix, Net i Nika oraz Teoretycznie Możliwa Katastrofa de Wiktor Skrzynecki
- 2012 : Dans la brume de Sergei Loznitsa
- 2014 : Zbliżenia de Magdalena Piekorz
- 2014 : Karski de Magdalena Łazarkiewicz
- 2015 : Hiszpanka de Łukasz Barczyk
- 2015 : Sugihara Chiune (film) de Cellin Gluck
- 2017 : La Passion Van Gogh (Loving Vincent) de Dorota Kobiela et Hugh Welchman
- 2019 : La Communion (Boże Ciało) de Jan Komasa

### Télévision
- 1991 : Napoléon et l'Europe (6 épisodes)
- 1996 : Damski interes dans le cycle Opowieści weekendowe
- 1997 : Słaba wiara dans le cycle Opowieści weekendowe
- 1998 : Drugi brzeg
- 1999 : Wszystkie pieniądze świata
- 2000 : Zólty szalik
- 2002 : E=mc2 de Olaf Lubaszenko
- 2004 : Długi weekend de Robert Gliński
- 2005 : Klinika samotnych serc de Wojciech Nizynski
- 2005 : Magda M.

## Récompenses et distinctions
- Polskie Nagrody Filmowe
  - meilleur costume en 2001 pour Chłopaki nie płaczą
  - meilleur costume en 2005 pour Mój Nikifor
  - meilleur costume en 2012 pour Bruegel, le Moulin et la Croix
  - meilleur costume en 2016 pour Hiszpanka
  - meilleur costume en 2016 pour Insurrection

- Festival du film polonais de Gdynia
  - 2015 Meilleurs costumes pour Hiszpanka
  - 2011 Meilleurs costumes pour Bruegel, le Moulin et la Croix
  - Meilleurs costumes pour La Chambre des suicidés
  - 2004 Meilleurs costumes pour Mój Nikifor
  - 2004 Meilleurs costumes pour Pręgi
  - 2004 Meilleurs costumes pour Prowokator

- Diverses récompenses pour spots publicitaires